# БОЛ.БГ
БОЛ.БГ е Интернет-доставчик, създаден през 1993 г. от Вени Марковски и Димитър Ганчев, първоначално като „Комуникационни и информационни технологии“ („КИТ“) ООД, впоследствие станал популярен под името БОЛ.БГ (търговска марка, собственост на „КИТ“). Фирмата на Ганчев и Марковски е вторият в България и първият в София Интернет оператор.
За да подчертаят разликата от дотогава съществуващата друга фирма за електронна поща и мрежови новини (UseNet) – варненската Цифрови системи, Ганчев и Марковски провеждат рекламна кампания под мотото „Нашата поща не минава през Варна“ (1993), „В коя страна без Интернет не са диваци и варвари“ и др.п. С другото свое станало популярно рекламно мото „К'ъв да е Интернет“, БОЛ.БГ сегментира пазара си на корпоративни и индивидуални клиенти. Тя е и една от първите Интернет оператори, които рекламират не само името си, а по принцип използването на Интернет.
От 13 юни 2008 г. компанията е изцяло собственост на люксембургски инвестиционен фонд, като по този начин Марковски и Ганчев я напускат окончателно. От 2009 г.работи в сътрудничество с Powernet до 1 юли 2016.